# کوهستان ژورا

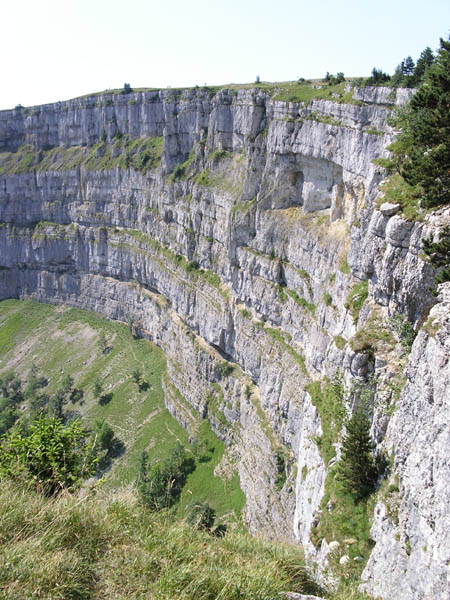
کرو دو ون.

رشته کوه ژورا (به انگلیسی: Jura Mountains) رشته کوه کم وسعتی در شمال رشته‌کوه آلپ و میان کشورهای فرانسه، سوییس و آلمان که خط تقسیم آب میان رودهای راین و رون است.

## جغرافیای طبیعی
این رشته‌کوه بخش مشخصی از فلات مرکزی اروپا است. بلندترین چکاد این رشته‌کوه ۱۷۲۰ متر ارتفاع دارد.
در این رشته‌کوه فعالیت‌های توریستی-ورزشی مانند اسکی و دوچرخه‌سواری انجام می‌گیرد.
در بررسی‌های انجام‌شده برای پیدا کردن سرچشمه آب‌های واردشده به حفره‌های شگفت بستر دریاچه نوشاتل معلوم شد که این آب‌ها از کوهستان ژورا سرچشمه می‌گیرند.
آبی که از حفره‌ها وارد دریاچه می‌شود، از کوهستان ژورا، از مسیری طولانی و زیرزمینی از فاصله ۴۵ کیلومتری، به زیر دریاچه نوشاتل می‌رسد و از عمق صد متری، به آرامی از لابلای خزه‌هایی که روی حفره‌ها را پوشانده، به داخل دریاچه فوران می‌کند.